# شاه‌سیمین‌ماهی
شاه‌سیمین‌ماهی (نام علمی: Argentinidae) نام یک تیره از راسته سیمین‌ماهی‌سانان دریایی است.